# Hendrik Vuye
Hendrik Vuye (Ronse, 22 januari 1962) is een Belgisch professor staatsrecht, werkzaam aan de Universiteit van Namen. Hij was kamerlid voor N-VA. Hij was lid van N-VA tot in september 2016 en nadien lid van de technische Kamerfractie Vuye & Wouters: V-Kamerleden.

## Levensloop
Vuye liep school in het Sint-Catharinacollege te Geraardsbergen. Hij werd in 1986 licentiaat in de rechten en in de criminologie, in 1988 licentiaat in de wijsbegeerte en in 1993 doctor in de rechten aan de Katholieke Universiteit Leuven.
Sinds 1993 is hij professor staatsrecht aan de Facultés Universitaires Notre-Dame de la Paix (Universiteit van Namen). Van 1996 tot 2008 was hij ook hoogleraar Buitenlandse rechtsstelsels aan de faculteit rechten van de Universiteit Antwerpen en van 2007 tot 2009 opstartdecaan van de nieuwe rechtsfaculteit aan de Universiteit Hasselt. Als adviseur van N-VA kreeg Vuye soms kritiek van Franstaligen voor zijn Vlaamsgezinde meningen, maar desondanks werd hij populair bij de studenten van de Waalse universiteit.
Vuye ging ook columns schrijven in De Standaard, De Morgen en De Tijd. Daarnaast schrijft hij geregeld voor het maandblad Doorbraak. Ten slotte heeft hij ook diverse publicaties uitgegeven over rechtsthema's.
Bij de federale verkiezingen van 2014 was Vuye kandidaat op de derde plaats van de N-VA-lijst in de kieskring Vlaams-Brabant. Hij werd verkozen en na de vorming van de regering-Michel I werd hij in oktober 2014 fractieleider voor zijn partij in de Kamer van volksvertegenwoordigers. Begin 2016 nam hij ontslag als fractieleider om zich meer toe te leggen op communautaire onderwerpen, mogelijk ingegeven na kritiek vanuit de Vlaamse Beweging op de deelname van de N-VA aan de regering zonder communautaire eisen te stellen. Binnen zijn partij werd daarnaast gesteld dat het fractievoorzitterschap hem niet lag en werd zijn werking als fractievoorzitter al een tijd intern ter discussie gesteld. Op de beslissing kwam stevige kritiek van onder andere Doorbraak en Jean-Pierre Rondas, die de communautaire herbronning een "schaamlapje" noemden en de positieswitch van Vuye een "elegante manier van het naar de uitgang begeleiden van een weerbarstig en intelligent constitutionalist die iets te hoog boven het maaiveld van de backbenchers uitstak".
Samen met N-VA-Kamerlid Veerle Wouters was hij co-voorzitter van Objectief V, een onafhankelijk studiecentrum dat een breed draagvlak wilde creëren voor het confederalisme en verdere stappen wilde zetten in de Vlaamse ontvoogding. Het studiecentrum werd bijgestaan door een wetenschappelijke raad van externe experten. In september 2016, na amper acht maanden, werden Vuye en Wouters uit hun functies bij Objectief V ontheven nadat ze zich kritisch hadden uitgesproken over de partijlijn inzake communautaire standpunten tijdens een interview met de krant De Morgen. Het duo werd tevens uit de partijraad en het dagelijks bestuur van de N-VA gezet. Op 21 september 2016 stapte hij samen met Wouters ten slotte uit de partij. Beide Kamerleden zetelen verder als onafhankelijke. Objectief V werd omgevormd tot een geheel N-VA geleid studiecentrum, terwijl de VVB een Objectief Vl inrichtte om het onafhankelijk studiecentrum verder te laten bestaan. Op 20 oktober 2016 lanceerden Vuye en Wouters een nieuwe website, en zetten uiteen dat ze als een technische fractie in de Kamer zouden blijven opereren, met Wouters als fractievoorzitter. Deze fractie kreeg de naam Vuye & Wouters - V-Kamerleden.
Bij de verkiezingen van 2019 probeerden Vuye en Wouters een technische samenwerking met Vlaams Belang op te zetten, maar dit mislukte. Vervolgens waren ze van plan om een partij op te richten met Jean-Marie Dedecker, die Gezond Verstand zou heten, maar ook dit bleef zonder gevolg. Uiteindelijk besloten ze niet op te komen bij de verkiezingen van 2019, wat het einde betekende van hun politieke carrière.

## Publicaties
- Hendrik Vuye & Veerle Wouters, De Maat van de Monarchie. Macht en Middelen van het Belgische Koningshuis, Uitgeverij Vrijdag,  489 p. (2016)
- Hendrik Vuye & Veerle Wouters, Sleutels tot de ontgrendeling. Uitdagingen voor de Vlaamse Meerderheid, Uitgeverij Doorbraak,  231 p. (2017)
- Hendrik Vuye & Veerle Wouters, Vlaanderen Voltooid. Met of zonder Brussel?, Uitgeverij Doorbraak, 384 p. (2018)
- Hendrik Vuye & Veerle Wouters, Schone Schijn. Particratie wurgt Democratie, Uitgeverij Doorbraak, 332 p. (2019)

- Gemeinsame Normdatei: 1026504368
- International Standard Name Identifier: 0000 0003 9401 6937
- Library of Congress Control Number: n98092513
- Nederlandse Thesaurus van Auteursnamen: 217559271
- Système universitaire de documentation: 184123291
- Virtual International Authority File: 261141581
- WorldCat: E39PBJwmYH34hbggMgj8tBGWDq